# Dil Bole Hadippa
Dil Bole Hadippa! (Serce mówi Hurrah!) – bollywoodzka komedia miłosna i jednocześnie film sportowy z 2009 roku. W rolach głównych Rani Mukerji, Shahid Kapoor. Producentem filmu jest Aditya Chopra. W rolach drugoplanowych Anupam Kher, Dalip Tahil, Rakhi Sawant i Sherlyn Chopra. Film opowiada historię młodej pendżabskiej dziewczyny, która przebrana za chłopca gra w krykieta w męskiej drużynie. Ponadto wątek miłosny i rodzinny (jednanie się rozbitej rodziny). Historia nawiązuje do hollywoodzkiego filmu z 2006 roku She’s The Man, który odwołuje się do sztuki Szekspira Wieczór Trzech Króli.

## Fabuła
Co ma zrobić piękna, pełna temperamentu pendżabska dziewczyna (Rani Mukerji), gdy marzeniem jej życia jest bronić honoru Indii w meczu krykieta? Oczywiście, przebrać się za chłopca! Co ma zrobić trener indyjskiej drużyny krykieta (Anupam Kher) od 8 lat w Dzień Niepodległości przegrywającej mecz pokoju z Pakistanem? Oczywiście, sprowadzić z Anglii gwiazdę krykietu, od lat oddzielonego od niego syna Rohana (Shahid Kapoor)! A co mają zrobić ci dwoje ostro ćwicząc do rozgrywki z Pakistanem? Oczywiście, zakochać się w sobie...!

## Obsada
| Aktor/Aktorka   | Rola                         |
| --------------- | ---------------------------- |
| Rani Mukerji    | Veera Kaur/Veer Pratap Singh |
| Shahid Kapoor   | Rohan Singh                  |
| Anupam Kher     | Vikram Singh (Vicky)         |
| Dilip Tahil     | Liyaqat Ali Khan (Lucky)     |
| Rakhi Sawant    | Shanno Amritsari             |
| Sherlyn Chopra  | Soniya                       |
| Vallabh Vyas    | premier Parimal Chaturvedi   |
| Vrajesh Hirjee  | Chamkila                     |
| Poonam Dhillon  | Yamini Singh (Vikrama żona)  |
| Shonali Nagrani |                              |

## Muzyka i piosenki
Muzykę do filmu skomponował Pritam Chakraborty, autor muzyki do Jab We Met, Life in a... Metro, Woh Lamhe, Hattrick (film), Just Married (film 2007), Bas Ek Pal,  Pyaar Ke Side Effects, Dhoom, Naksha, Dhoom 2, Apna Sapna Money Money, Garam Masala, Chocolate, Dhan Dhana Dhan Goal, Król z przypadku czy Bhagam Bhag.
- Gym Shim
- Bhangra Bistar
- Ishq Hi Hai Rab
- Discowale Khisko – Remix
- Discowale Khisko
- Hadippa – Remix
- Hadippa